# Варламова, Дарья
Дарья Варламова (род. 6 июня 1995, Брянск, Россия) — российско-австралийская фотомодель, актриса и королева красоты, победительница конкурса «Мисс Вселенная Австралия 2021».

## Биография
Варламова родилась 6 июня 1995 года в Брянск (Россия). В 2003 году переехала с семьёй из России в Австралию. Выросла в Перте (Австралия). С 2012 по 2015 год она училась в Университете Мердока в Перте (Западная Австралия), где получила степень бакалавра коммерции; специализировалась на управлении человеческими ресурсами и международном бизнесе. С 2020 по 2021 год она училась в Университете Эдит Коуэн в Перте, где получила степень в области консультирования.
Варламова работала в университете консультантом по делам студентов и работала над получением степени магистра в области консультирования, чтобы стать психотерапевтом и работать в сфере психического здоровья.

## Конкурсы красоты

### Мисс Вселенная Австралия
Варламова начала свою театральную карьеру в 2014 году, она пыталась участвовать в конкурсе «Мисс Вселенная Австралия 2014», но не вышла в общегосударственный финал. 28 октября 2020 года она соревновалась с 25 другими кандидатами на «Мисс Вселенная Австралия 2020» в отеле «Софитель Мельбурн» на Коллинз Отель в Мельбурне. Она стала 2-й вице-мисс и проиграла победительнице Марии Таттил.
19 октября 2021 года Варламова вернулась на конкурс красоты и стала победительницей конкурса «Мисс Вселенная Австралия 2021». В конце мероприятия ей удалось опередить Мию Брукс из Нового Южного Уэльса.

### Мисс Вселенная 2021
«Мисс Вселенная Австралия 2021» Дарья Варламова представляла Австралию на конкурсе «Мисс Вселенная 2021» в Эйлате (Израиль).